# Самер Шејд (Кентаки)
Самер Шејд (енгл. Summer Shade) насељено је место без административног статуса у америчкој савезној држави Кентаки.

## Демографија
По попису из 2010. године број становника је 307.
| Група             | 2000.    | 2010.       |
| Белци             | 0 (0,0%) | 282 (91,9%) |
| Афроамериканци    | 0 (0,0%) | 21 (6,8%)   |
| Азијати           | 0 (0,0%) | 0 (0,0%)    |
| Хиспаноамериканци | 0 (0,0%) | 3 (1,0%)    |
| Укупно            | 0        | 307         |